# R40 Live
| Recensione | Giudizio |
| ---------- | -------- |
| AllMusic   |          |

R40 Live è l'undicesimo album live del gruppo rock canadese Rush; l'album è stato pubblicato come triplo CD il 20 novembre 2015 negli Stati Uniti e Canada e il 4 dicembre in Europa. Contemporaneamente è stata realizzata anche la versione video, nei formati DVD e blu-ray; il prodotto è disponibile anche in versioni unificate audio/video.
L'album è stato registrato durante le esibizioni di Toronto tenute presso l'Air Canada Centre il 17 e 19 giugno 2015, durante l'omonimo tour celebrativo; dall'album non sono stati estratti singoli commerciali o promozionali.

## Descrizione
L'album contiene l'esibizione completa di un concerto proposto durante il tour, con alcune canzoni aggiuntive - che compaiono come "bonus track" - provenienti da un'altra esibizione, dove sono stati proposti alcuni brani diversi. Il disco è caratterizzato dalla scaletta composta da brani eseguiti in ordine cronologico, dai più recenti ai più datati. I brani Headlong Flight e Cygnus X-1 incorporano al loro interno un assolo di batteria di Neil Peart. L'album include due performance del brano Losing It eseguite con due ospiti diversi al violino elettrico: Ben Mink e Jonathan Dinklage; la versione con Dinklage, presente come traccia bonus, è stata registrata durante la data conclusiva del tour, il 1º agosto presso Inglewood.
Il disco viene definito "delizioso" da AllMusic che lo considera probabilmente il live più dinamico mai pubblicato dai Rush.

## Tracce

### Disco 1
1. The Anarchist - 7:07  (da: Clockwork Angels)
2. Headlong Flight - 8:45  (da: Clockwork Angels)
3. Far Cry - 5:31  (da: Snakes & Arrows)
4. The Main Monkey Business (Lee, Lifeson) - 6:07 (da: Snakes & Arrows)
5. How It Is - 4:45  (da: Vapor Trails)
6. Animate - 6:15  (da: Counterparts)
7. Roll the Bones - 6:05   (da: Roll the Bones)
8. Between the Wheels - 5:58   (da: Grace Under Pressure)
9. Losing It - 5:55   (da: Signals, con Ben Mink)

Tutti i brani scritti da Geddy Lee, Alex Lifeson e Neil Peart eccetto dove segnato

### Disco 2
1. Tom Sawyer (Lifeson, Lee, Peart, Pye Dubois) - 4:59 (da: Moving Pictures)
2. YYZ (Lee, Peart) - 4:41 (da: Moving Pictures)
3. The Spirit of Radio - 5:03  (da: Permanent Waves)
4. Natural Science - 8:31  (da: Permanent Waves)
5. Jacob's Ladder - 7:34  (da: Permanent Waves)
6. Cygnus X-1 book II Hemispheres (Prelude) - 4:19  (da: Hemispheres)
7. Cygnus X-1 book I The Voyage (Part I) / The Story So Far (Peart) /Cygnus X-1 book I The Voyage (Part III) - 9:21 (da: A Farewell to Kings)
8. Closer to the Heart (Lifeson, Lee, Peart, Peter Talbot) - 3:07 (da: A Farewell to Kings)
9. Xanadu - 10:39 (da: A Farewell to Kings)
10. 2112 (Overture, The Temples of Syrinx, Presentation e Grand Finale) - 12:15 (da: 2112)

Tutti i brani scritti da Geddy Lee, Alex Lifeson e Neil Peart eccetto dove segnato

### Disco 3
1. Lakeside Park (da: Caress of Steel) / Anthem (da: Fly by Night) - 5:29
2. What You're Doing (Lee, Lifeson) / Working Man (Lee, Lifeson) - 9:35  (da: Rush)
3. One Little Victory - 5:47  (da: Vapor Trails) (bonus track)
4. Distant Early Warning - 5:24   (da: Grace Under Pressure) (bonus track)
5. Red Barchetta - 7:08 (da: Moving Pictures) (bonus track)
6. Clockwork Angels - 7:46  (da: Clockwork Angels) (bonus track)
7. The Wreckers - 5:39  (da: Clockwork Angels) (bonus track)
8. The Camera Eye - 10:21 (da: Moving Pictures) (bonus track)
9. Losing It - 6:13   (da: Signals, con Jonathan Dinklage) (bonus track)

Tutti i brani scritti da Geddy Lee, Alex Lifeson e Neil Peart eccetto dove segnato

## Formazione
Gruppo
- Geddy Lee - basso, tastiere e voce
- Alex Lifeson - chitarra elettrica ed acustica, cori
- Neil Peart - batteria e percussioni

Altri musicisti
- Ben Mink - violino elettrico in Losing It
- Jonathan Dinklage - violino elettrico in Losing It (bonus track)

## Classifiche
| Classifica (2015) | Posizione massima |
| ----------------- | ----------------- |
| Stati Uniti       | 24                |

## Principali edizioni e formati
R40 Live è stato pubblicato in varie edizioni e formati; queste le principali:
- 2015, Anthem Records (solo Canada), formato: triplo CD
- 2015, Rounder Records, formato: triplo CD
- 2015, Rounder records, formato: triplo CD e DVD
- 2015, Rounder records, formato: triplo CD e blu-ray